# شکارچیان جایزه‌بگیر
شکارچیان جایزه بگیر (انگلیسی: Bounty Hunters) یک فیلم کمدی-درام اکشن با بازی لی مین-هو، والاس چونگ، تیفانی تانگ، جرمی تسوی، کاره‌نا نگ و لوئیس فان است.
این فیلم یک همکاری مشترک بین چین، کره جنوبی و هنگ کنگ بود و در ۱ ژوئیه ۲۰۱۶ توسط له ویژن پیکچرز در چین منتشر شد.

## بازیگران
- لی مین-هو در نقش لی سان
- والاس چونگ در نقش آیو
- تیفانی تانگ در نقش کت
- جرمی تسوی در نقش تامی
- کاره‌نا نگ در نقش سوان
- لوئیس فان در نقش بائو بائو[۲]

## بازخورد
این فیلم ۳۱٫۱ میلیون دلار آمریکا فروخت.